# ブロッケン山
ブロッケン山（ブロッケンさん、ドイツ語: Brocken）は、ドイツのハルツ山地の最高峰であり、ドイツの北部州での最高峰でもある。エルベ川とヴェーザー川に囲まれた場所に位置し、頂上から一番近くにある町は、ザクセン＝アンハルト州のシールケである。標高は1,141mであるが、気候は2,000m級の山に相当する。森林限界より標高の高い場所では、9月から5月という長期間にわたり、積雪がある。山頂は年間300日は霧に覆われ、年間の平均気温は2.9℃。ドイツの北部州では最も東に位置する山脈で、そこから東の方向にはロシアのウラル山脈に至るまで、名だたる山脈は見られない。 
年に一度魔女が集まって（ヴァルプルギスの夜）魔女の饗宴をする山と言われ、ヨハン・ヴォルフガング・フォン・ゲーテの戯曲『ファウスト』にも登場する。登山者の影が霧に投影されてできる視覚効果であるブロッケン現象が起こりやすいことで有名。 
ハルツ国立公園内に位置する。山頂には、1,600種類の高山植物が見られる植物園「ブロッケンガルテン」(Brockengarten)がある。なだらかな山であるため、山頂までハルツ狭軌鉄道会社のブロッケン鉄道線が通じ、蒸気機関車や徒歩、マウンテンバイク、積雪時にはクロスカントリースキーでも登ることができる。山頂にある博物館には、自然や植物に並んで、旧東ドイツ領に属していた時代の展示もある。 
山頂は、FMラジオとテレビの放送に用いられている。旧テレビ塔「ゼンデル・ブロッケン」(Sender Brocken)は、現在はホテル・レストランとなっている。展望台があり、旅行客に開放されている。  

## 地理

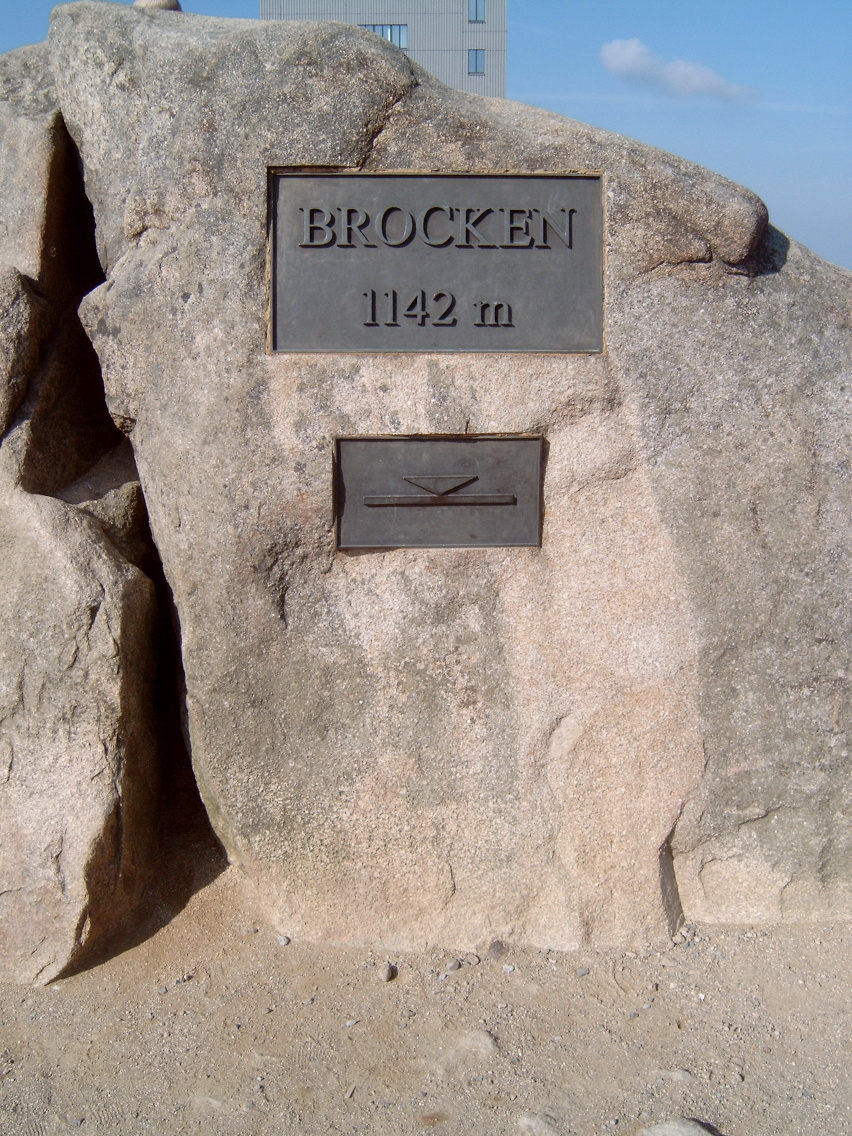
山頂

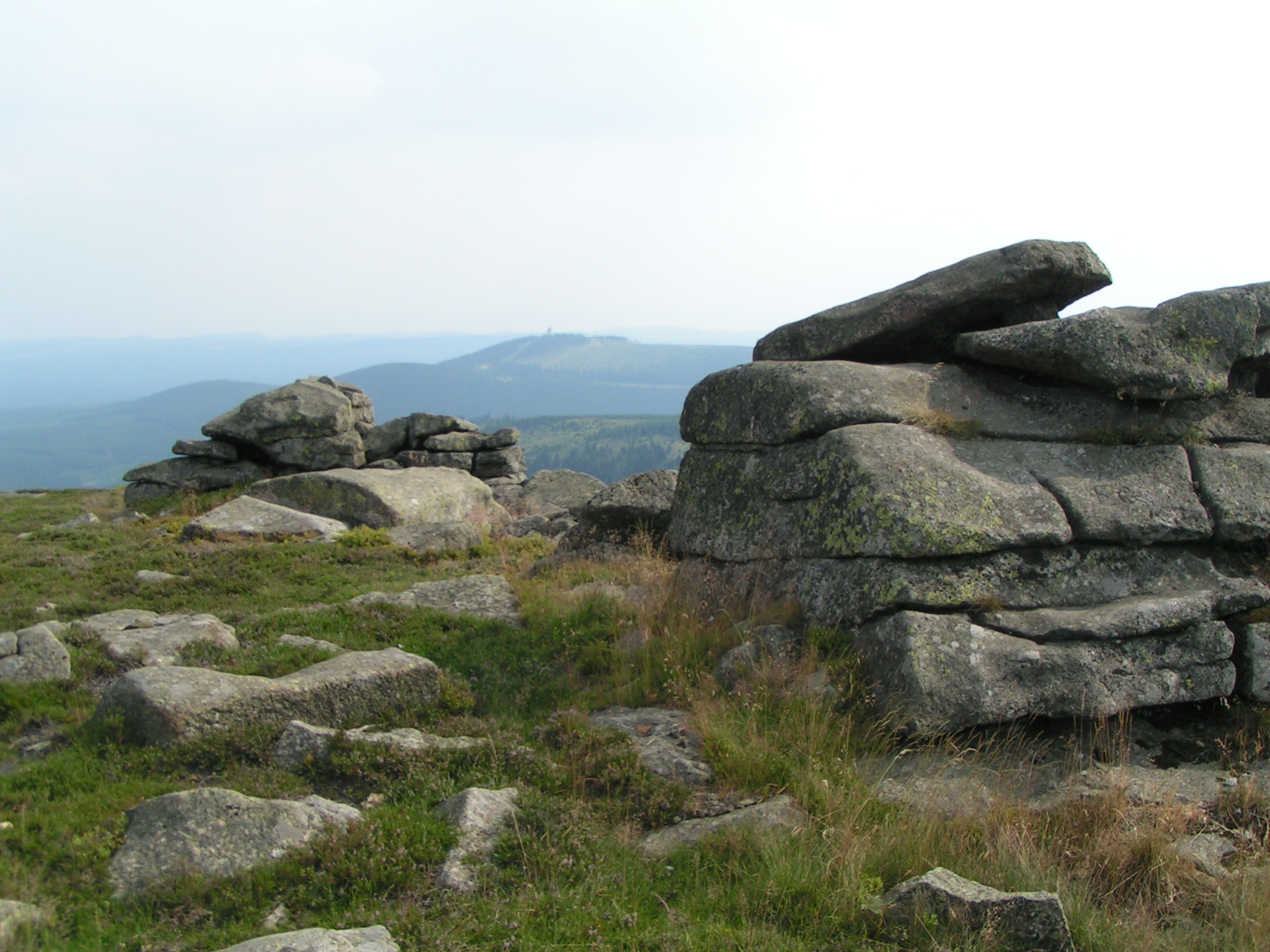
山頂に積まれた花崗岩

### 周辺との位置関係
ブロッケン山はハルツ国立公園内に位置する。山頂から12km東北東には、ザクセン＝アンハルト州ハルツ郡の中心都市であるヴェルニゲローデがある。山頂のあるザクセン＝アンハルト州と隣のニーダーザクセン州との州境は、山頂から西に約2kmのところを走っている。また、山頂から南東側の麓には、温泉地の町シールケがある。 
北側の山頂付近にはブロッケンタイヒと呼ばれる貯水池があり、1744年に造成された。ブロッケン山とその周辺地域は、ボーデ川（ザーレ川の支流）、エッカー川（オーカー川の支流）、イルゼ川（オーカー川の支流）、およびオーデル川（英語版Oder。アラー川の支流であるルーメ川の支流）の水源となっている。円形をした山頂部には木が生えておらず、矮性低木があるばかりである。    

### 山頂およびその標高
ブロッケン山の最高峰は海抜1141.1mであり、副峰にはハインリヒスヘーエ(1040m)、ケーニヒスベルク(1034m)、クライナー・ブロッケン（小ブロッケン）(1018m)などがある。 
1989年まではほぼ全ての地図や書籍にブロッケン山の標高は1142mと記されていたが、1990年代の初めに行われた現行のシステムによる精査の結果、標高は1141.1mとなった。従来どおりの標高で山頂を基準点とした測量ができるようにするため、1990年代半ばに山頂に花崗岩の岩塊が据え付けられたが、もとの標高からさらに約1mの上積みとなった。花崗岩の中には、「1142m」を指す基準点のプレートが埋め込まれている  。

### 地質
地質学的観点では、ブロッケン山とその周辺地域があるブロッケン山塊は、火成岩であるブロッケン花崗岩と呼ばれる花崗岩から主として構成されている。ハルツ山地を形成するブロッケン・ラムベルク・オーカー深成岩は、約3億年前のハルツ造山期の終わり（後期石炭紀）にかけて出現した。最初に、アルカリ性のマグマが上部にある堆積物の地層に貫入して晶出（液体から結晶が析出すること）が起こり、ハルツブルク斑糲岩(Harzburg gabbro)と呼ばれる斑糲岩や閃緑岩の山塊を形成した。その後、珪石の含有率の高い花崗岩のマグマが地下から上昇し、もとの岩石に割れ目や隙間を作ったものも一部あったが、多くは既存の地層を溶かして別の岩石を形成した。既存の地層と花崗岩の地層の境界部には接触変成帯があり、さまざまな変成作用が見られる。例えば、副峰のアハターマンズヘーエの頂上部は、花崗岩の地層の上部における接触変成によって形成されたホルンフェルスと呼ばれる岩石からできている。後年代の白亜紀後期にハルツ山地が隆起したことに伴って河川による侵食が起こり、山頂部を覆っていたホルンフェルスが消失したことにより、石炭紀後期に地下で結晶化された花崗岩が露出した。ブロッケン花崗岩の硬度が高いのは、侵食が始まるまで長期間にわたり、山頂部が気候の影響を受けにくいホルンフェルスによって保護されていたためである。 
地質学的には新しい時代区分となる第三紀以降になってから、ブロッケン山の花崗岩の露出部分や、単独の岩（巨礫）となった花崗岩に球状風化が発生した。球状風化のある岩石原は、中央ヨーロッパにおいてはアルプス山脈以外では珍しいため、保全措置が取られている。岩石原は主として周氷河（氷河時代と、氷河の後退期の繰り返し）の状況下で形成された。したがって、今日のブロッケン花崗岩の岩石原や、オーデル渓谷などのハルツ国立公園にある岩石は、少なくとも1万年以上前のものである。これらの地形は、凍結風化などの物理的風化作用によって形成された。結果として、結合力の弱い岩石がうずたかく積み上がった状態となっている。2006年に、ブロッケン山の岩石原は、他の76のジオトープとともに、国定ジオトープ（National Geotope）に指定されている。 

### 気候

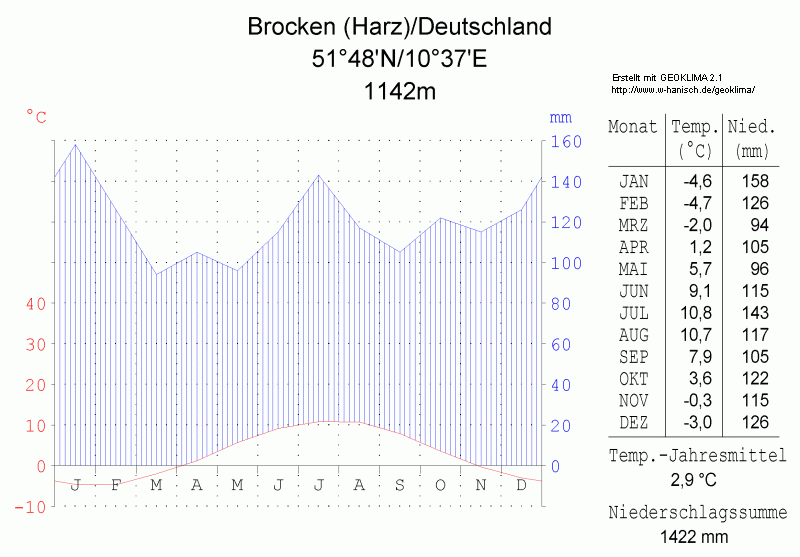
雨温図

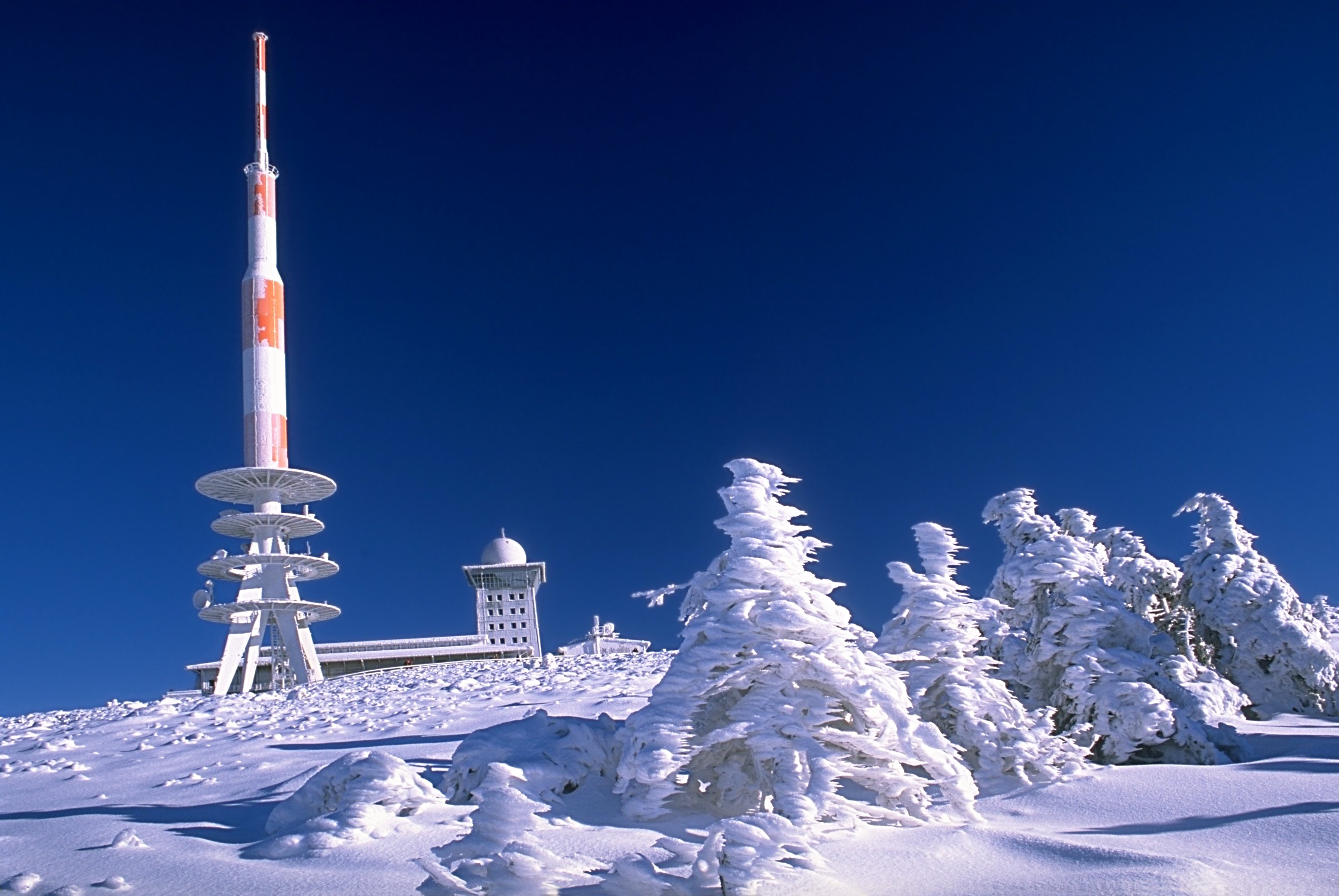
冬の風景(2003)

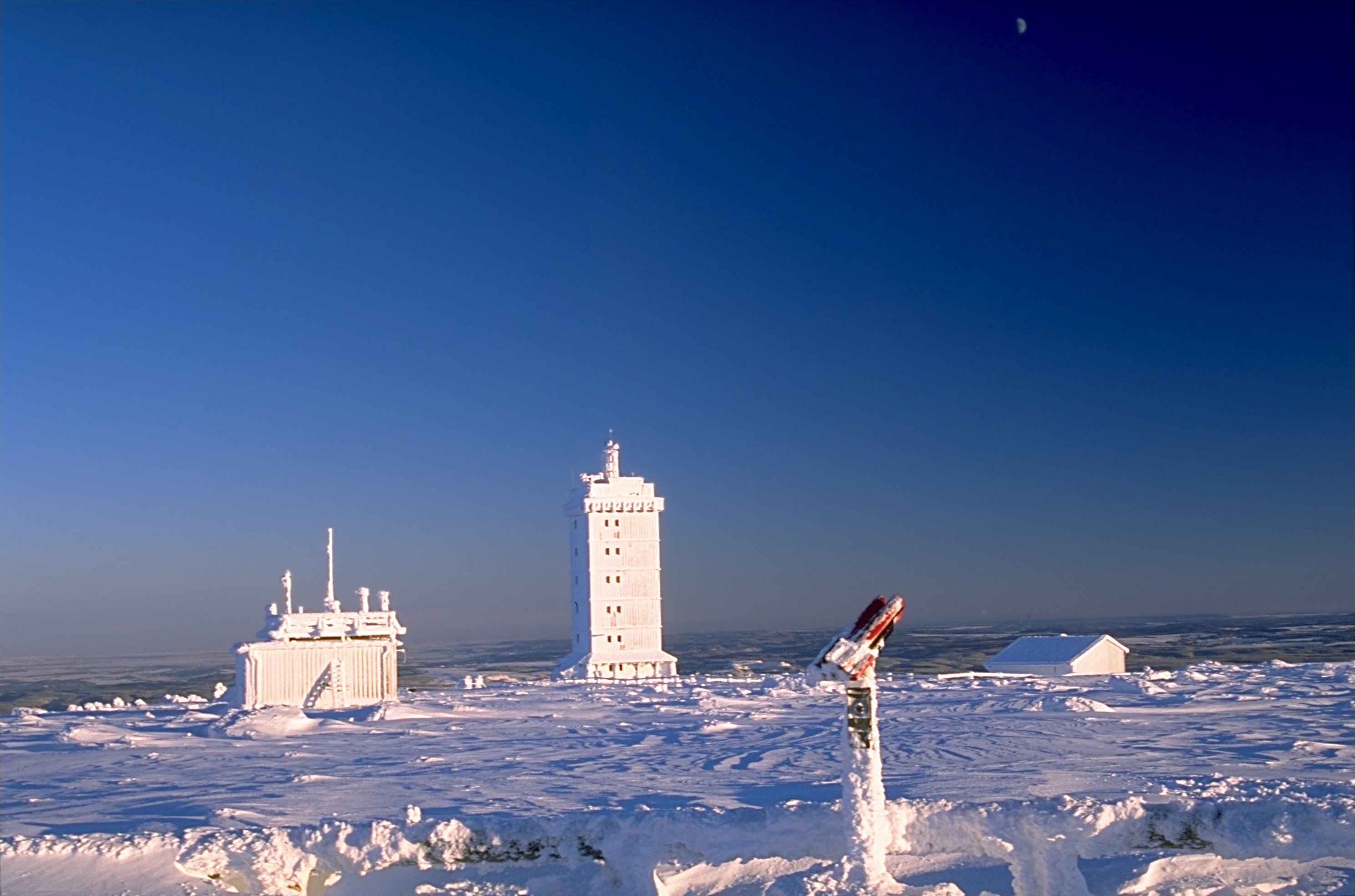
冬の旧テレビ塔(2001)

ブロッケン山の気象条件は過酷である。ドイツ北部の偏西風を受けやすい場所に位置するため、山頂部は森林限界の上にある。ブロッケン山の気候は、高山の気候、もっといえばアイスランドの標高1,600mから2,200mの気候に匹敵する。夏が短く、冬が長く、連続冠雪期間が長く、風が強く、夏でも気温が低いためである。しかしながら、山頂部は夏季の平均気温が10度を超えるため、高山気候ではない。 
周囲の地形との高低差のため、ブロッケン山の年間降水量（1961年～1990年）平均値は1,814mmと、中欧北部では最も多い。年平均気温は2.9度である。 
ブロッケン山の測候所では次のような極値が記録されている。
- 最高気温　　　　　：29.0度（2012年8月20日）
- 最低気温　　　　　：-28.4度（1956年2月1日）
- 雪日数　　　　　　：205日（1973年）
- 最大積雪量　　　　：380cm（1970年4月14日、15日）
- 最大風速　　　　　：263km/時（1984年11月24日）
- 年間降水量最大値　：2,355mm（1981年）
- 年間降水量最小値　：  984mm（1953年）
- 年間日照時間最大値：2004.5時間(1921年）
- 年間日照時間最小値：  972.2時間(1912年）

また、ブロッケン山の年間霧日数330日（1958年） および平均年間雪日数120日 は、ドイツ国内最高記録となっている。  
| ブロッケン (1981–2010)の気候 | ブロッケン (1981–2010)の気候 | ブロッケン (1981–2010)の気候 | ブロッケン (1981–2010)の気候 | ブロッケン (1981–2010)の気候 | ブロッケン (1981–2010)の気候 | ブロッケン (1981–2010)の気候 | ブロッケン (1981–2010)の気候 | ブロッケン (1981–2010)の気候 | ブロッケン (1981–2010)の気候 | ブロッケン (1981–2010)の気候 | ブロッケン (1981–2010)の気候 | ブロッケン (1981–2010)の気候 | ブロッケン (1981–2010)の気候 |
| 月                           | 1月                          | 2月                          | 3月                          | 4月                          | 5月                          | 6月                          | 7月                          | 8月                          | 9月                          | 10月                         | 11月                         | 12月                         | 年                           |
| ---------------------------- | ---------------------------- | ---------------------------- | ---------------------------- | ---------------------------- | ---------------------------- | ---------------------------- | ---------------------------- | ---------------------------- | ---------------------------- | ---------------------------- | ---------------------------- | ---------------------------- | ---------------------------- |
| 最高気温記録 °C （°F）       | 14.0 (57.2)                  | 12.3 (54.1)                  | 17.5 (63.5)                  | 21.4 (70.5)                  | 24.1 (75.4)                  | 26.1 (79)                    | 28.5 (83.3)                  | 29.0 (84.2)                  | 24.4 (75.9)                  | 21.9 (71.4)                  | 19.8 (67.6)                  | 12.5 (54.5)                  | 29.0 (84.2)                  |
| 平均最高気温 °C （°F）       | −1.2 (29.8)                  | −1.4 (29.5)                  | 0.8 (33.4)                   | 5.0 (41)                     | 9.9 (49.8)                   | 12.3 (54.1)                  | 14.8 (58.6)                  | 14.6 (58.3)                  | 10.7 (51.3)                  | 6.8 (44.2)                   | 2.2 (36)                     | −0.2 (31.6)                  | 6.19 (43.13)                 |
| 日平均気温 °C （°F）         | −3.4 (25.9)                  | −3.6 (25.5)                  | −1.5 (29.3)                  | 2.3 (36.1)                   | 6.9 (44.4)                   | 9.3 (48.7)                   | 11.8 (53.2)                  | 11.8 (53.2)                  | 8.3 (46.9)                   | 4.5 (40.1)                   | 0.1 (32.2)                   | −2.4 (27.7)                  | 3.68 (38.6)                  |
| 平均最低気温 °C （°F）       | −5.7 (21.7)                  | −5.9 (21.4)                  | −3.8 (25.2)                  | −0.4 (31.3)                  | 3.9 (39)                     | 6.3 (43.3)                   | 8.8 (47.8)                   | 8.9 (48)                     | 5.8 (42.4)                   | 2.1 (35.8)                   | −2.0 (28.4)                  | −4.6 (23.7)                  | 1.12 (34)                    |
| 最低気温記録 °C （°F）       | −27.5 (−17.5)                | −28.4 (−19.1)                | −19.6 (−3.3)                 | −12.6 (9.3)                  | −8.7 (16.3)                  | −3.0 (26.6)                  | −0.1 (31.8)                  | 0.0 (32)                     | −2.6 (27.3)                  | −10.3 (13.5)                 | −16.1 (3)                    | −25.0 (−13)                  | −28.4 (−19.1)                |
| 降水量 mm （inch）           | 206.5 (8.13)                 | 147.8 (5.819)                | 171.8 (6.764)                | 101.4 (3.992)                | 116.6 (4.591)                | 129.2 (5.087)                | 150.6 (5.929)                | 146.9 (5.783)                | 166.7 (6.563)                | 160.9 (6.335)                | 199.3 (7.846)                | 225.0 (8.858)                | 1,922.7 (75.697)             |
| 平均降水日数                 | 21.2                         | 18.1                         | 18.7                         | 13.8                         | 13.7                         | 14.5                         | 15.1                         | 14.2                         | 14.9                         | 16.8                         | 20.4                         | 22.0                         | 203.4                        |
| 平均月間日照時間             | 64.0                         | 77.7                         | 94.3                         | 147.6                        | 186.0                        | 168.6                        | 181.0                        | 175.9                        | 122.0                        | 95.9                         | 49.5                         | 54.7                         | 1,417.2                      |
| 出典：Météo Climat           |                              |                              |                              |                              |                              |                              |                              |                              |                              |                              |                              |                              |                              |

### 植生

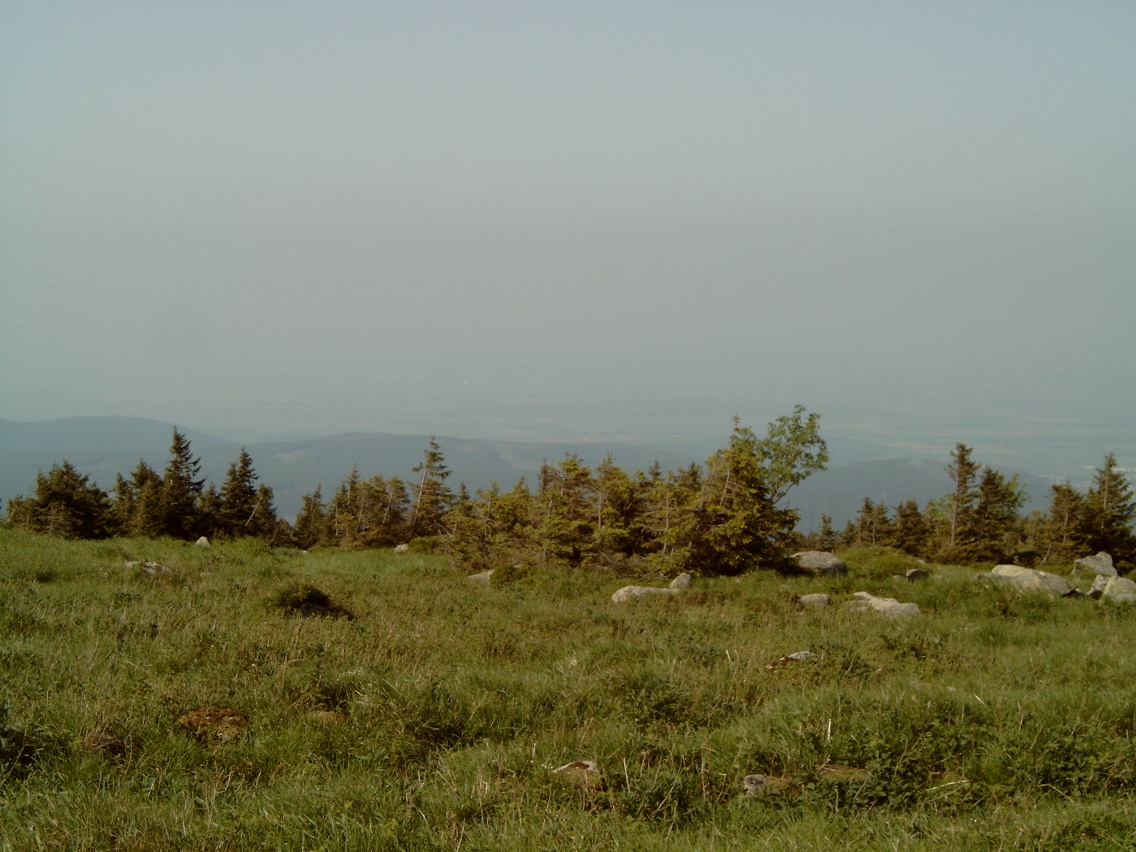
森林限界

ブロッケン山では、厳しい気候のため、希少種の植物が生息している。山頂の植物および動物の分布は、スカンジナビア半島やアルプス山脈と同じ亜高山帯のものである。 
ブロッケン山は中央ドイツでは山頂が森林限界よりも上にある唯一の山であるため、樹木は小型のトウヒ属のみであり、植生のほとんどは矮性低木やヒースである。1890年開園のブロッケンガルテン(Brocken Garden)内に生育している植物は国定公園の職員によって管理されており、一般の来園者は通常のガイドツアーでの鑑賞のみとなっている。同園では、ブロッケン山の植物のみならず他の地域・国の高山植物も生育されている。 
北部ドイツの他地域や標高1,050m以上の地域ではほとんど見られないが、ブロッケン山では見られる典型的な植物としては、「ブロッケン・フラワー」もしくは「ブロッケン・アネモネ」として知られているプルサチラ・アルピナ(Pulsatilla alpina subsp. alba)、ヤナギタンポポ属のブロッケン・ホークウィード(Hieracium negrescens)やチシマタンポポ(Hieracium alpinum)、ハルガヤ(Anthoxanthum)、ハゴロモグサ(Alchemilla)、タチキジムシロ(Potentilla tormentilla)、ヒカゲノカズラ綱 (Diphasiastrum alpinum)、エイランタイ(Cetraria islandica)、およびハナゴケ(Cladonia rangiferina)などがある。ガンコウランは、ブロッケン山の周辺地域では「ブロッケン・ギンバイカ」 (Brockenmyrte)と呼ばれている。 
山頂周辺の隆起湿原には、ワタスゲ、モウセンゴケ、およびヒメカンバ(Betula nana)が生育している。 

### 動物

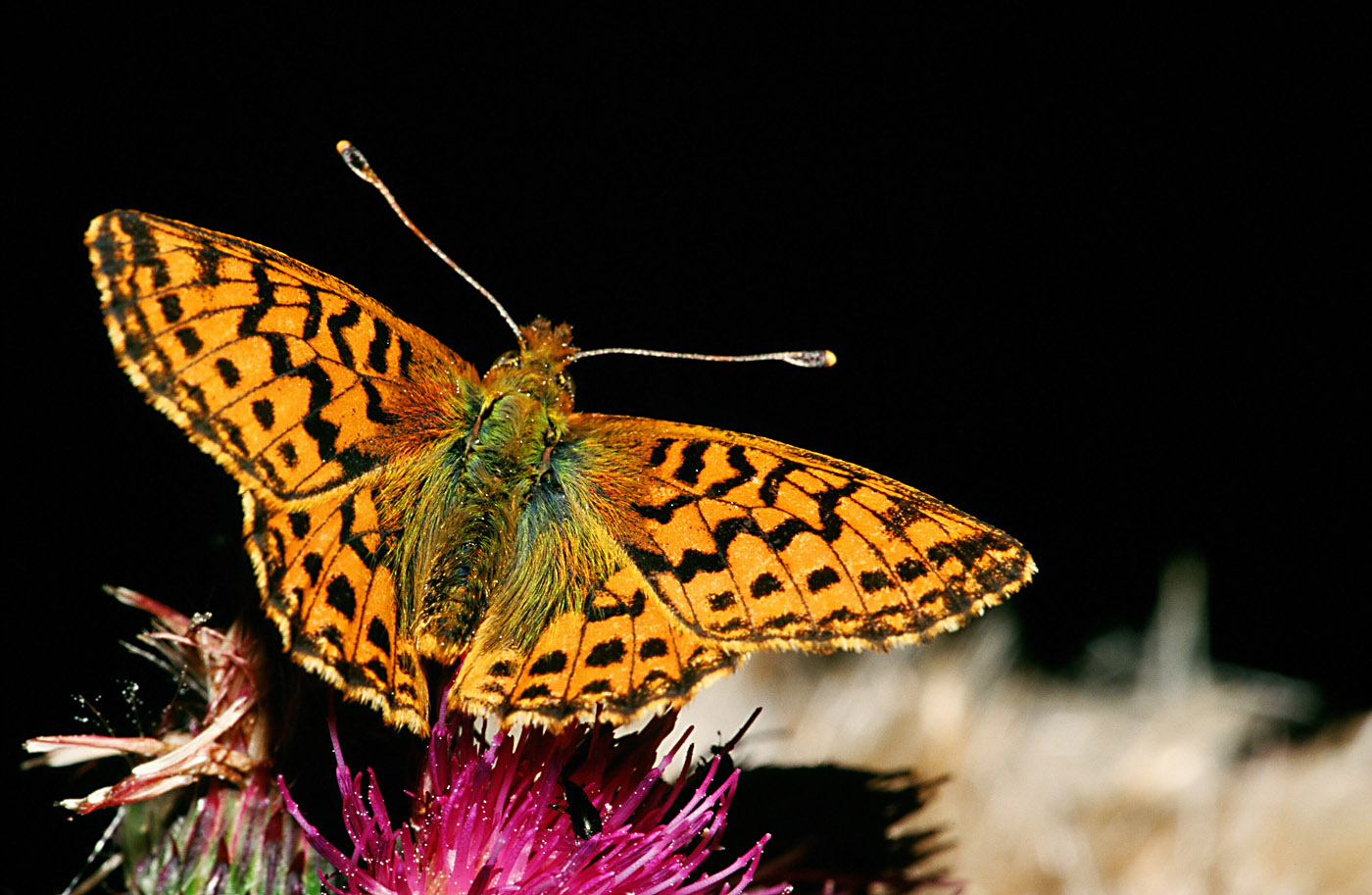
クランベリーツマグロヒョウモン(Boloria aquilonaris)

ブロッケン山の生息環境に適合してきた動物種もある。例えば、タヒバリ(Anthus aquaticus)やクビワツグミは山頂に生息している。 
コモチカナヘビはブロッケン山では独特の暗色の変異種Lacerta vivipara aberr. negraが発現している。ヨーロッパアカガエル(Rana temporaria)も見られる。また昆虫は、「アマラ・エラティカ」(Amara Erratica)などのオサムシを含む甲虫類や、何百種類もの蝶など、多くの種類が存在する。オオモンシロチョウは、平地では1年あたり2世代交代するのに対し、ブロッケン山では1世代しか交代しない。 
哺乳類や鳥類のなかにはキタクビワコウモリ(Eptesicus nils soni)、アルプストガリネズミ(Sorex alpinus)、およびクビワツグミのように、氷河時代から存在する種もある。 

## 歴史

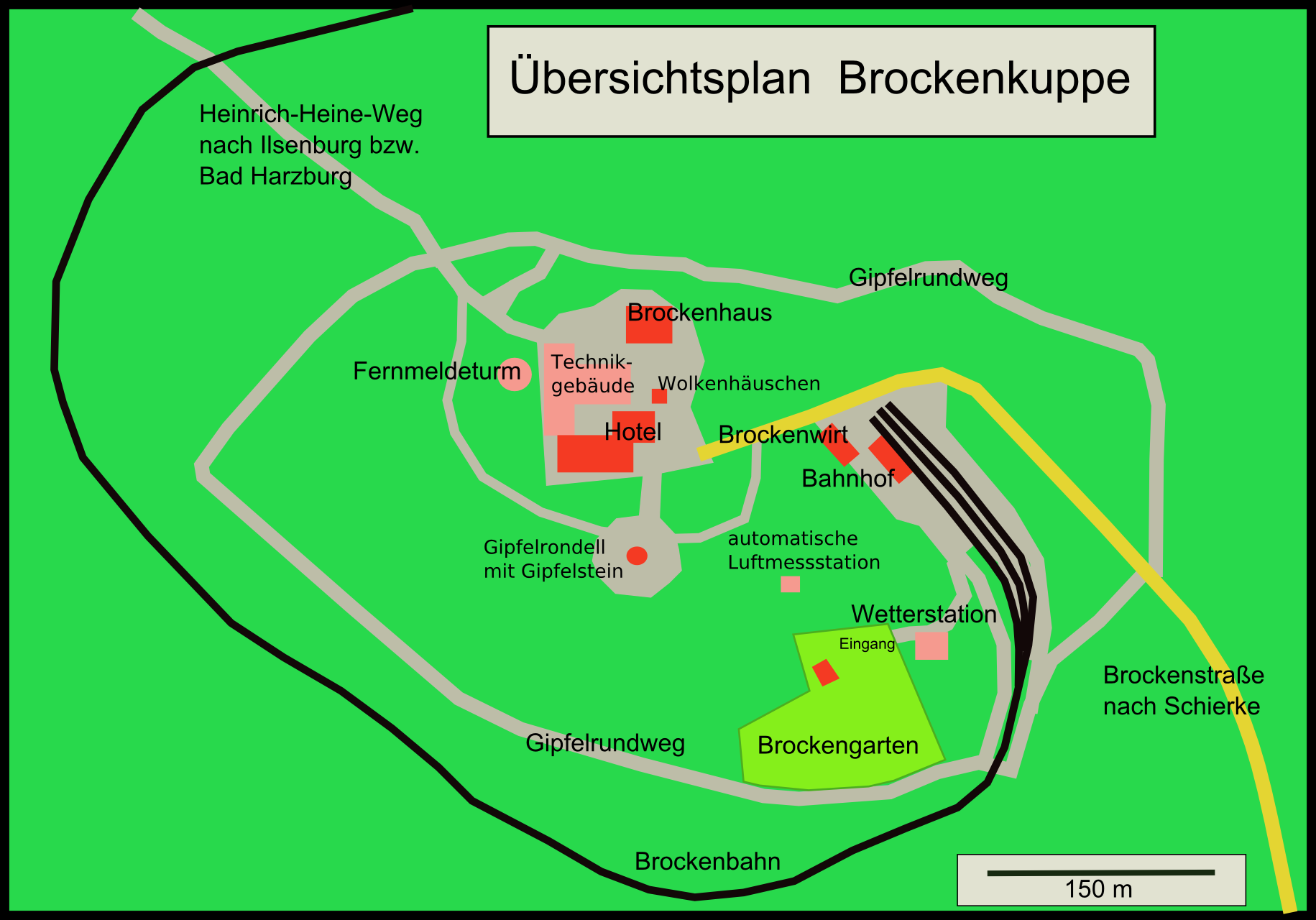
ブロッケン山頂部の地図

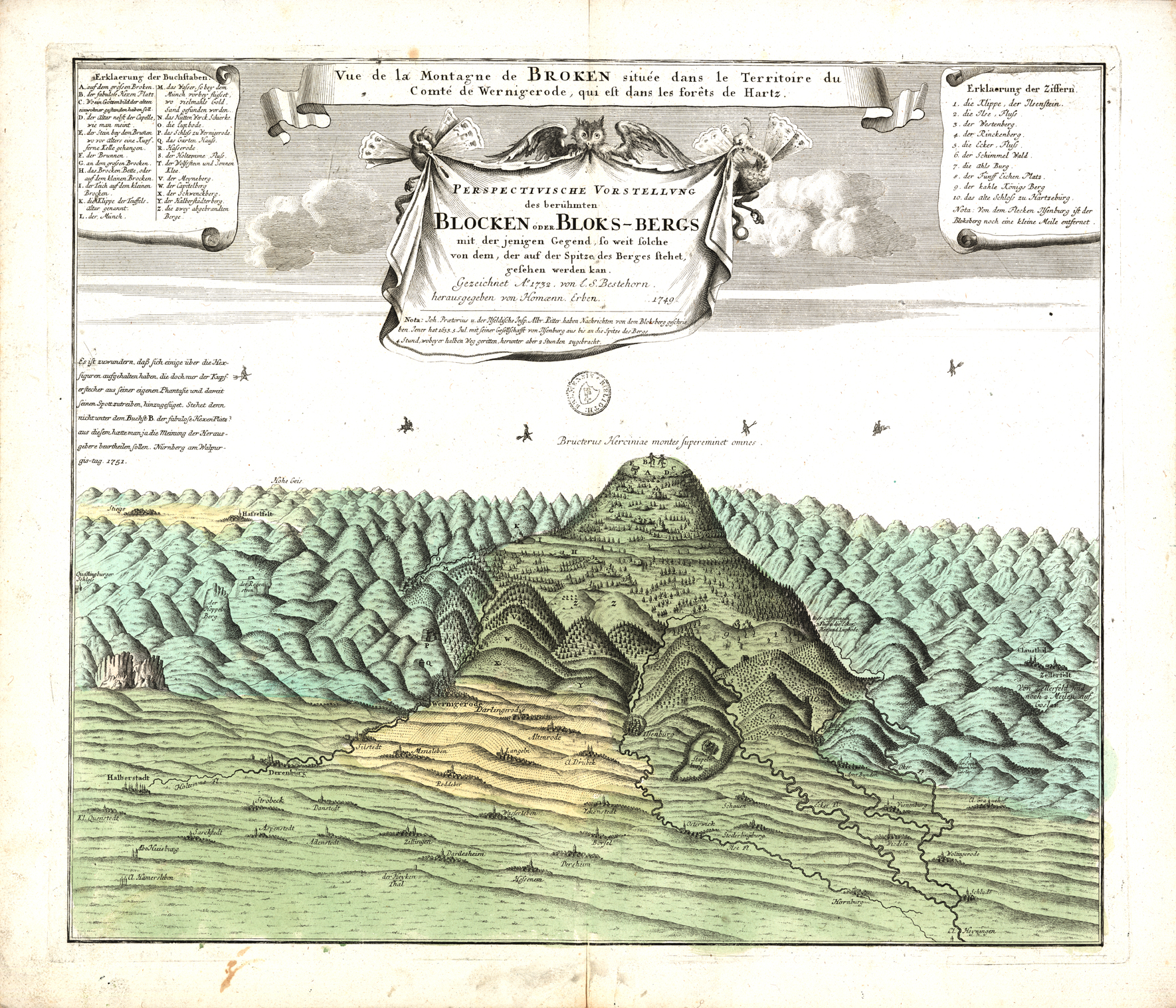
L.S. ベシュテホルン(L.S. Bestehorn)による1732年のブロッケン山の俯瞰図(空中に魔女が見られる)

### 登頂、建造物建設およびその利用
ブロッケン山への最初の登頂は、1572年にシュトルベルクの医者であり植物学者でもあるヨハン・タール(Johann Thal)により記録されている。彼は自著「シルバ・ヘルシニア」(Sylva Hercynia)にてブロッケン山岳地帯の植生について記している。1736年、シュトルベルク・ヴェルニゲローデ伯クリスティアン・エルンストが山頂に「ヴォルケンホイスヒェン」(Wolkenhäuschen：「雲の小屋」)という保養施設を建設した。この建物は現在も保存されている。彼はまた、ブロッケン山の南側斜面に息子の ハインリッヒ・エルンストにちなんで、「ハインリヒスヘーエ」(Heinrichshöhe)という名の山小屋を建設した。ブロッケン山の最初の宿泊施設は1800年頃に建設された。 
1821年から1825年にかけて、ハノーファー王国の測地測量の一環として、テューリンゲン森にあるグローサー・インゼルスベルク山、およびゲッティンゲン近郊のホーアー・ハーゲン山との間で三角測量を行うために、数学者のカール・フリードリヒ・ガウスがブロッケン山を照準線を得るために利用した。1850年にプロイセン王国の参謀が実施した測量により、ブロッケン山の標高が現在知られる1,141.1mであることがわかった。ブロッケン山にあった最初の山小屋が火災により焼失したため、1862年に新しいホテルが開業した。1890年、ゲッティンゲン大学のアルベルト・ペーテル教授により、シュトルベルク・ヴェルニゲローデ伯オットーの許可を得て、4,600 m2 (50,000 sq ft)の敷地に植物園ブロッケンガルテンが設計された。これはドイツ最初の高山植物園である。

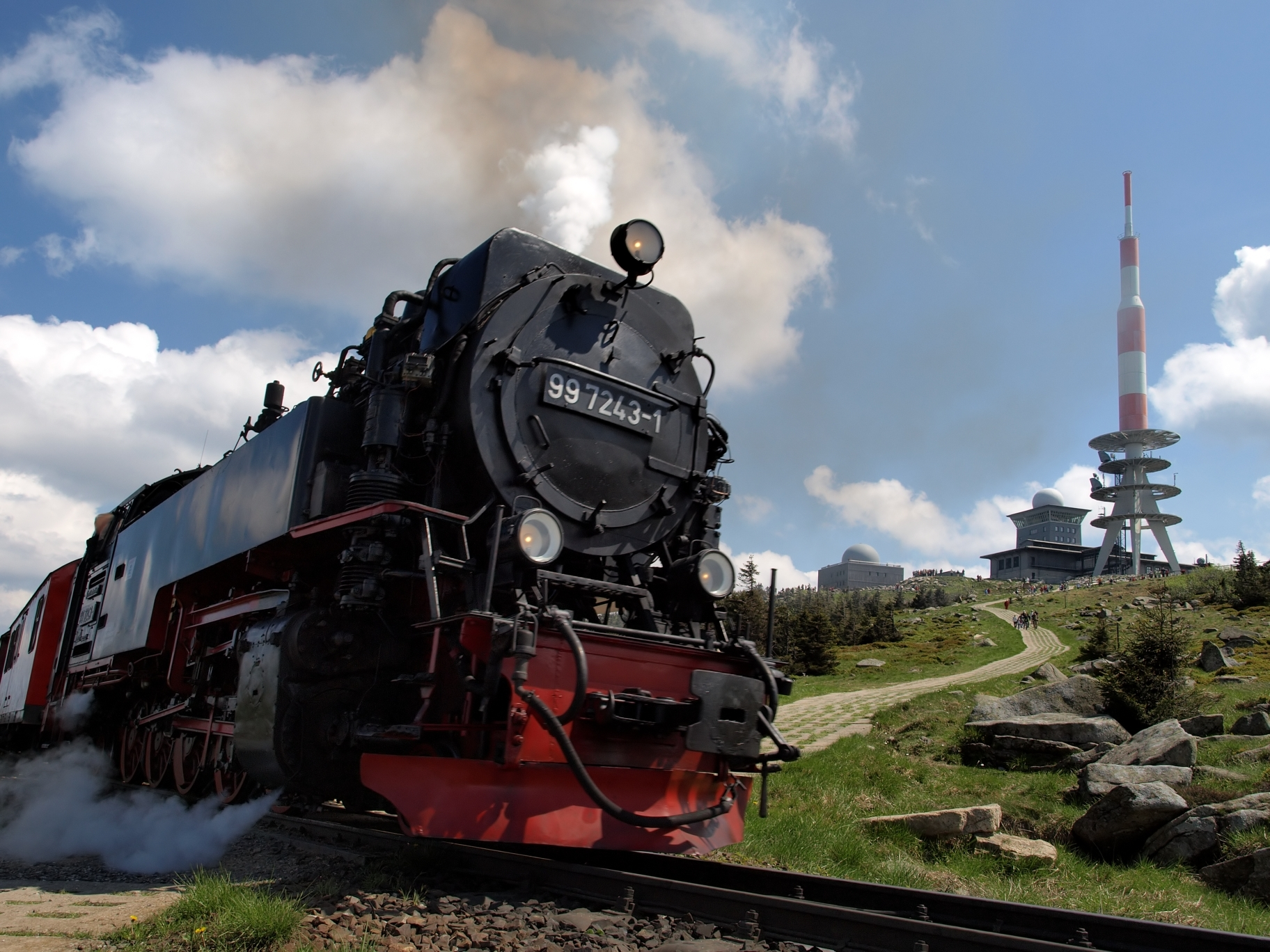
ブロッケン鉄道線を前景にハインリヒ・ハイネの道からブロッケン山を望む(2008)

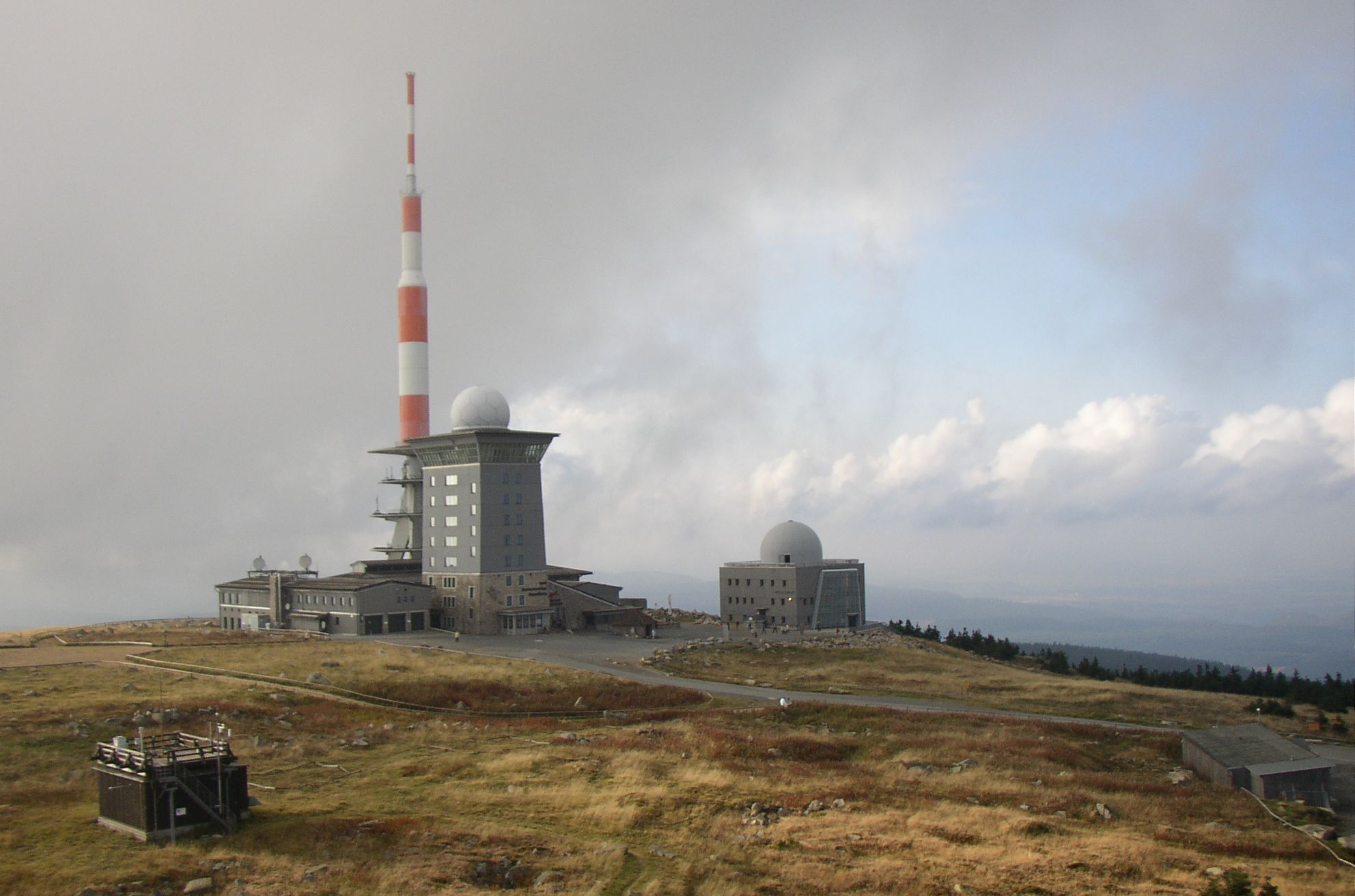
ブロッケン山頂の気象台にある気象観測展望台からの眺望(2006)

1899年3月27日、狭軌鉄道のブロッケン鉄道線が開業した。同路線の終点ブロッケン駅は標高1,125mとドイツ最高地点の駅である。ブロッケン鉄道線の軌間は1,000 mm (3 ft 3+3⁄8 in)である。1935年に、帝国郵便によって可動式送信機を用いて最初のテレビ放送が実施され、翌年には世界初のテレビ塔(電波塔も参照)がブロッケン山に建設され、1936年に開催されたベルリン・オリンピックの生放送を送信した。テレビ塔は、第二次世界大戦が勃発し当局が放送を中止した1939年まで稼動していた。 
1937年にブロッケン山は、ヴュルムベルク、アクターマンズヘーエ、およびブルヒベルクの山地とともに、「オーバーハルツ(高地ハルツ)自然保護区」に指定された。 
1945年4月17日のアメリカ空軍の爆撃のため、ブロッケン・ホテルと気象台が破壊されたが、テレビ塔は破壊を免れた。1945年から1947年までの間、ブロッケン山はアメリカ軍に占領された。領土交換(ヤルタ会談に記載)の一部として、ブロッケン山はソ連占領地域に移行された。しかしながら、1947年にアメリカ軍が撤退するまでに、再建された気象台およびテレビ塔はアメリカ軍によって無力化された。 
1949年に、ブロッケン・ホテルの遺構は爆破された。1948年から1959年までの間、ブロッケン山の一部地域は観光客に戦後再び開放された。通行証が必要であったが、無償で交付された。1961年8月以降、東ドイツ政府は、ブロッケン山が西ドイツと隣接する国境地域となることから、立入禁止区域であると宣言したため、一般人には開放されなくなった。大規模な軍事施設が山頂および周辺地域に建設された。山頂および周辺地域の警備は「第7シールケ国境警備隊」(7. Grenzkompanie Schierke)が管轄しており、山頂部に小隊規模の部隊を駐屯させていた。部隊の収容のために、ブロッケン駅が使用された。ソビエト連邦の赤軍もまた駐屯地の大部分を使用していた。1987年、ブロッケン鉄道線は軌道の整備状況悪化のため貨物輸送を中止した。  
ブロッケン山は大規模な監視や諜報に用いられた。山頂には2つのリスニングポスト(受信施設、通信傍受施設)が存在した。そのうちの1つはソビエト連邦軍の諜報機関である参謀本部情報総局(GRU)に属しており、ソビエト連邦がドイツに保有する最西端の前哨基地であった。もう1つは東ドイツの国家保安省(シュタージ)の第3局に属していた。リスニングポストの暗号名は「エニセイ」(Yenisei)および「ユリアン」(Urian)であった。1973年から1976年までの間に、東ドイツ国営テレビ放送局である「ドイツテレビジョン放送」(GDR-TV)の第2チャンネル向けに新しいテレビ塔が建設された。今日ではドイツの公共放送局である「第2ドイツテレビ」(ZDF)の放送に用いられている。東ドイツの国家保安省は1985年まで古いタワーを使用し、現在は博物館となっている新しい建物に移った。その後、一帯を封鎖するため、ブロッケン山の山頂部全体を、重量2.4トン高さ3.60メートルの大きさをもつ2,318ものコンクリートの壁で覆った。一帯は1989年12月3日まで立入が禁止された後、ソビエト連邦軍の兵営およびリスニングポストのドームとともに、壁は取り壊されている。古いタワーはロッジに隣接しているが、今日はドイツ気象局の観測拠点として再び利用されている。
ベルリンの壁崩壊の後、1989年12月3日に始まる市民によるデモのハイキングが行われ、その期間中にブロッケン山に再び民間人が足を踏み入れた。東西ドイツ統一に伴い、国境警備施設や軍事施設は1990年以降段階的に縮小されていった。1994年3月30日に、ブロッケン山からロシア軍が最終的に撤収した。ブロッケン山の山頂地域は数百万ユーロの費用を投じて再自然化され、現在はハルツ地方を訪れる観光客にとっての人気の観光地となっている。
1939年から保護地区に指定され、何十年もの間交通が制限されていたこともあり、ブロッケン山の独特の気候によって優れた自然条件が形作られている。山塊の一部は、ドイツではきわめて珍しい原生林に覆われており、オオヤマネコ、ヤマネコ、ヨーロッパオオライチョウといった絶滅危惧種や近絶滅種にとって最適な条件となっている。このため、ブロッケン山は1990年に国立公園に指定された。

### 名前の由来と意味

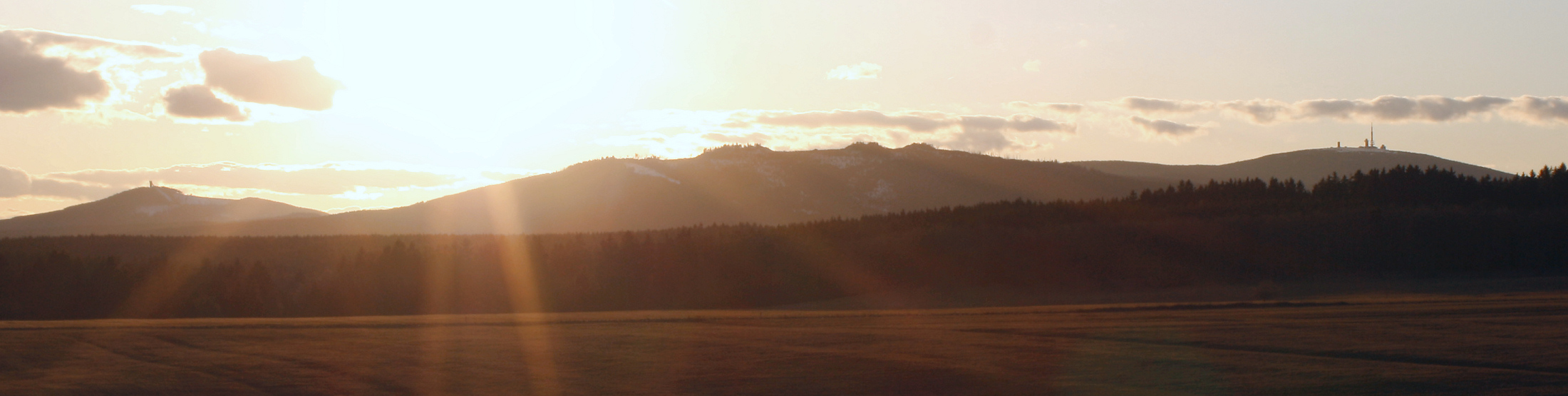
左から、ヴュルムベルク、ホーネカム、ブロッケン山。エルビンゲローデ近郊のブーヒェンベルクより撮影。

中世の終わり頃になってから、「ブロッケン」の名が広く用いられるようになった。それまでは、主としてこの地域への関心は鉱山にあったため、この地域は単純に森を意味する語「ハルツ」で呼ばれていた 。しかしながら、現在のブロッケン山の呼称に似た地名が最初に記録に登場するのは、『ザクセン世界年代記』に「broke」という地名への言及が見られる、1176年にさかのぼる。初期の文献でブロッケン山に言及している例としては、他に1490年にシュトルベルク伯ハインリッヒが書いた手紙に「Brackenberg」の表記が見られる。その他、1401年に「Brockenberg」、1424年に「Brocberg」、1495年に「mons ruptus」(ラテン語) 、1511年に「Brogken」と「Brockin」、1531年に「Brogken」、1540年に「Brockenberg」、1589年に「Brackenberg」の表記例が見られる。サクソン人がドイツに住んでいた旧い時代に、北欧神話の神オーディンを描いた大きな似姿が、ブロッケン山で発見されたとされている。さらに、ブロッケン山の山頂部の岩石原においては、サクソン人によって動物や人間が最高神オーディンへの犠牲に捧げられていた。やがて、カール大帝の治世にキリスト教がこの地に広まった際に、洗礼の誓いの一部として、サクソン人はこの犠牲の習慣を放棄していった。
ブロッケン山の名前の由来に関してはいつくかの解釈がある。オスターヴィーク市の記録(Stadtbuch)は、ブロッケンの地名が初めて見られたのは1495年の記述においてである。ラテン語でmons ruptusと書かれたその地名は、「壊れた丘」(broken hill)を意味する。1176年に『ザクセン世界年代記』においてブロッケン山(broke)と時を同じくして登場した低地ドイツ語の地名brokenは、英語と同様「壊れた」(broken)を意味する。このような地名の意味は、一つの考え方としては小ブロッケン山(Kleiner Brocken)と大ブロッケン山(Großer Brocken)という2つの山が1つの山塊の分裂によって形成された所以であるのかもしれない。他方では、山の大規模な侵食により現在の大きさにまで崩れてしまったことに由来する可能性もある。
しかし、ブロッケンの名前の語源は、山の形全体に由る可能性が高い。「ブロッケン」(brocken)はドイツ語では大きく形のない塊を指すことから、巨大さゆえにその名がついた可能性がある。また、「ブロック」(Block)という言葉が似た意味をもつため、これがブロッケンの別称である「ブロックスベルク」(Blocksberg)の語源となった可能性がある。しかし、「ブロックスベルク」 (Blocksberg) という名前の真の由来は、「塊」という意味での「ブロック」と理解すべきではなく、むしろドイツ語で魔術に用いられる「ブロック」(木片のようなもの)を指すのがふさわしい。
この他には、ブロッケンの名前が「ブルーフ」(Bruch)という別の語に由来するという説もある。これはドイツ北部の低地ドイツ語では、沼沢地や湿原を表す語であり、 BruochまたはBrokの綴りとなる。しかし、沼地が名前の由来であるかは疑わしい。他には、山頂や斜面に散在する岩石原に由来する可能性もある。しかしながら、そのような岩石原はハルツ山地の他の山にも見られるため、ブロッケンの由来が岩石原である可能性は低い。さらに、岩石原という用語が用いられた時代においてはブロッケン山地域は岩石原地帯としてほとんど知られていなかった。また他に、シュトルベルク伯ハインリッヒによる1490年の手紙において、「ブラッケンベルク」(Brackenberg)という語が記されたことに基づくとの推測もある。しかしながら、この手紙にある「ブラッケン」が古くて使えなくなった木材のことを指す、という説には異論がある。

## 観光

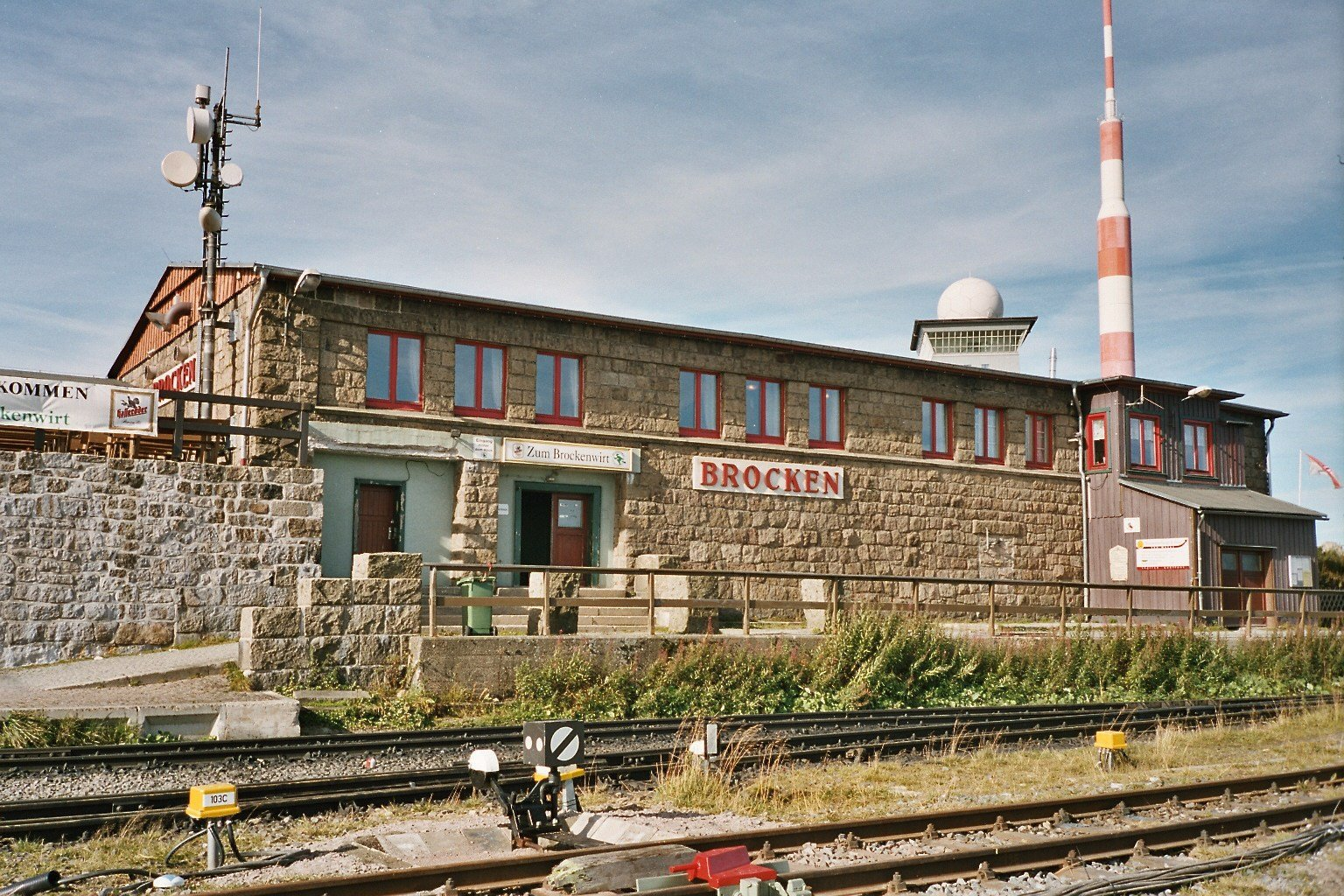
ブロッケン駅(2004年)

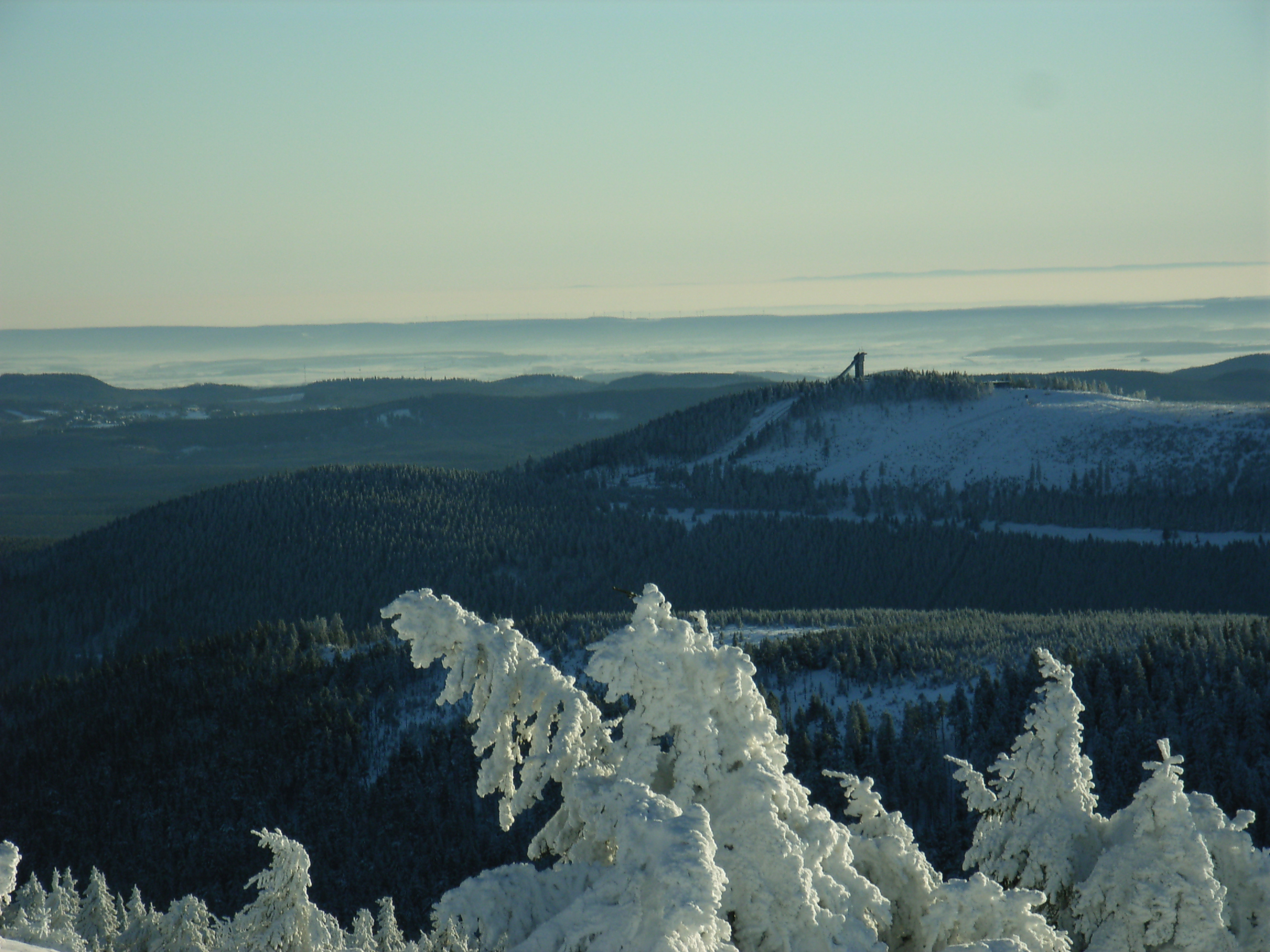
ヴュルムベルク・スキージャンプ台からの眺望

今日では、東ドイツ時代に輸送が停止していた、狭軌鉄道のブロッケン鉄道線が輸送を再開しており、山麓のヴェルニゲローデ、中腹のドライ・アネン・ホーネ、シールケ、山頂のブロッケン駅の間を往復している。列車は定期的に蒸気機関車で運行されている。  
山頂には、山の歴史の展示を行う博物館のある「ブロッケンハウスや、ハルツ国立公園が運営するブロッケンガルテン(植物園)がある。加えて、レストハウスおよびブロッケンホテル(Brocken Hotel)があり、公共経営者(Brockenwirt)ハンス・シュタインホフ(Hans Steinhoff)が運営している。過去の公共経営者のなかでは、1801年から1834年まで経営したヨハン・フリードリヒ・ 
ゲルラッハ(Johann Friedrich Gerlach)や、1849年にブロッケン山の地図を、1850年に登録台帳(Brockenstammbuch)を刊行したカール・エドゥアルト・ネーゼ(Carl Eduard Nehse。1834年から1850年まで経営)、宿泊施設の評判や規模を大幅に拡大させたルドルフ・シャーデ(Rudolf Schade。1908年から1927年まで経営)が重要な人物である 。 

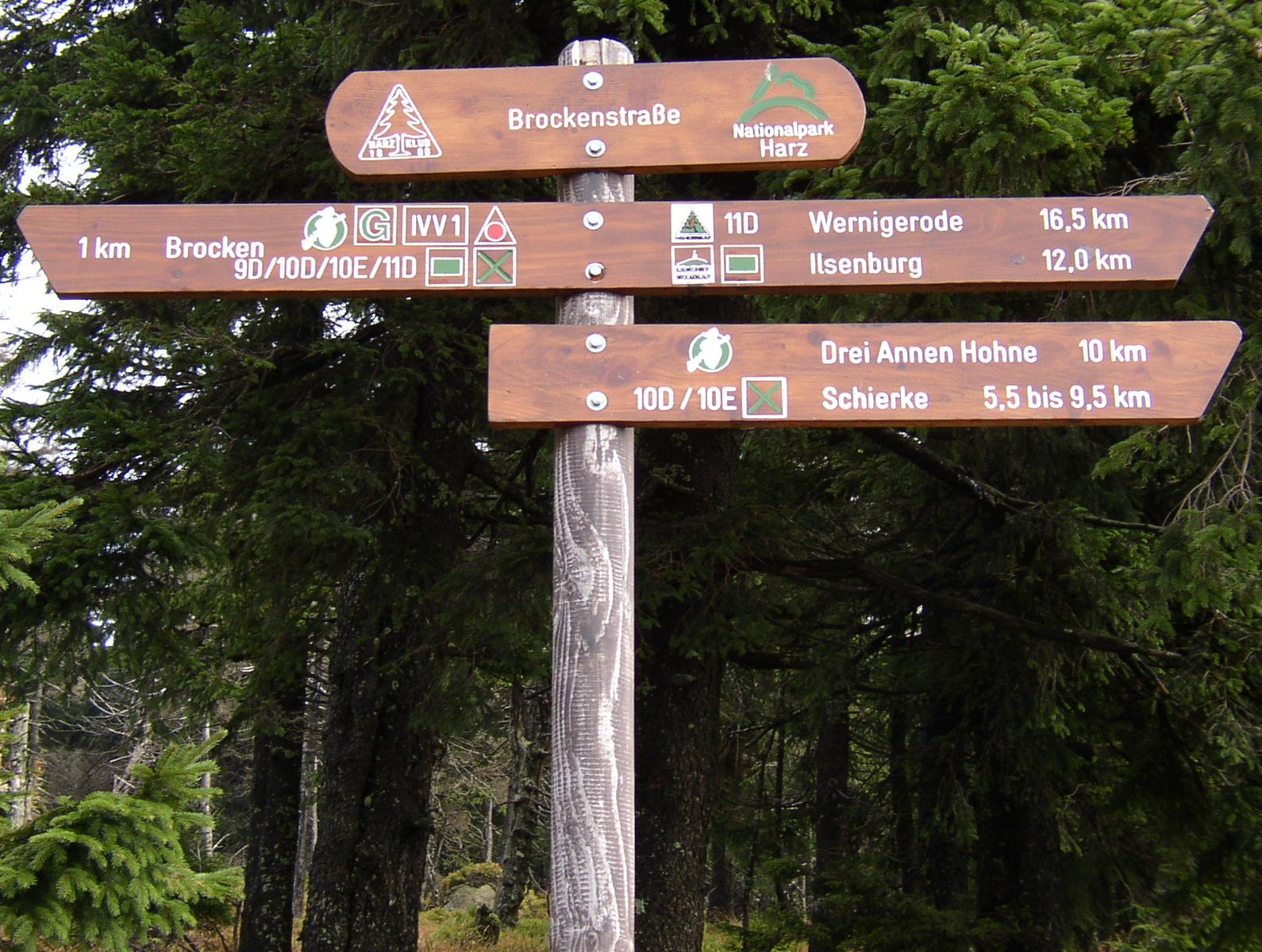
ブロッケン通り(Brockenstraße)の道路標識

ブロッケン山周辺地域はハイカーに特に人気がある。ブロッケン山頂に通じるハイキングコースとしては、ゲーテの道(Goetheweg)がよく知られている。このコースは文豪ヨハン・ヴォルフガング・フォン・ゲーテにちなんで命名されており、実際に1777年にゲーテはほぼこの道を歩いている。周辺地域にある数多くの街、シールケ、ブラウンラーゲ、ザンクト・アンドレアスベルクなどから通じる小道が、このゲーテの道に集まっている。また、全長100 kmにわたる「ハルツ魔女の道」がブロッケン山の東側からターレに、西側からはトルフハウスやアルテンブルクを経由して、オステローデ・アム・ハルツに向けて伸びている。この他に、「バート・ハルツブルク悪魔の道」(Bad Harzburg Devil's Path)が、ブロッケン山からバート・ハルツブルクに向けて伸びている。これらの道は、マウンテンバイクでも利用されている。 
シールケから山頂までの間、舗装道路が整備されており、馬車 やツーリング用・レース用の自転車などが走っている。国立公園であるため、内燃機関をもつ自動車などは特別許可がない限り走行できない。 
登山では、「ブロッケン・ベンノ」として知られる、ベンノ・シュミット(Benno Schmidt。1932年 - 2022年)が特筆に値する。彼は1989年からほぼ毎日ブロッケン山に登り、2016年1月23日時点で7,777回の登頂を記録したことで、ギネス世界記録に掲載された。また、ヴェルニゲローデ出身の彼はザクセン＝アンハルト州の名誉市民勲章を受賞している 。

## スポーツ

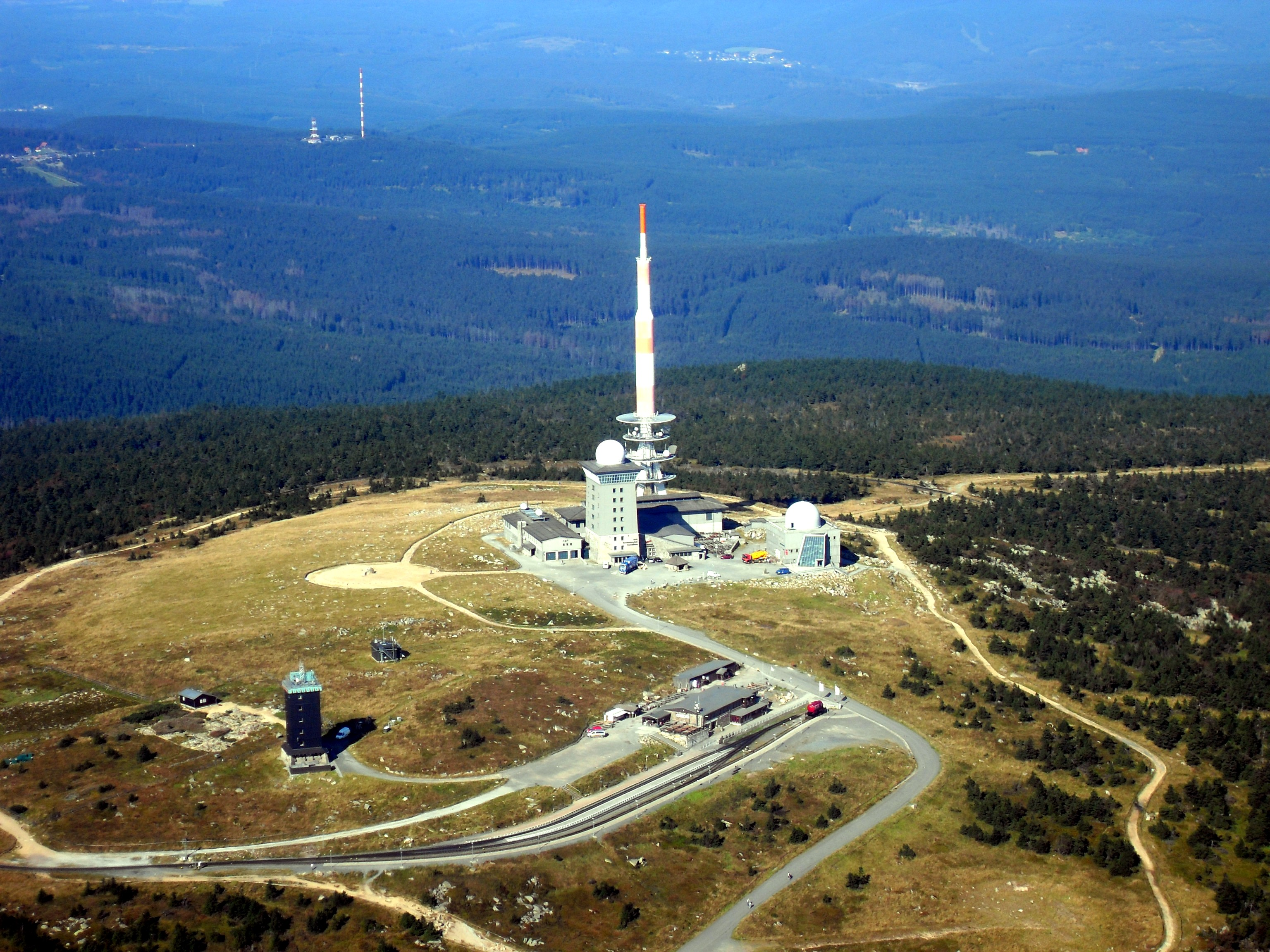
山頂の空中写真(2009年)

ブロッケン山がコース区間に含まれているランニングイベントとしては、2つのレースがよく知られている。イルゼンブルク・ブロッケン・ラン(1920年に開幕し、毎年9月開催。全長26キロメートルのコースのうち、12キロメートルが上り坂となっている)と、ブロッケン・マラソン(ハルツ・マウンテン・ランの一部で、スタート地点とゴール地点がヴェルニゲローデの南部)である。いずれのレースも渓谷の入口からスタートし、ブロッケン山を登って戻るコースとなっている。山頂から4キロメートルの地点から始まる登り坂が難所となっており、2つのレースそれぞれに別の山岳賞(山岳区間を制した選手に贈られる賞)が用意されている。この区間のコースはコンクリート板が敷き詰められた常に勾配が約20％の坂道となっており、選手は森林限界より高い標高で身を切るような凍てつく強風にさらされることも多い。約1,000人弱の完走者のうち、足を止めて歩き出すことなくこの区間を切り抜けられるのは50人程度に過ぎない。 
2004年から、「ブロッケン・チャレンジ」というウルトラマラソンが、ゲッティンゲンからブロッケン山頂までの84キロメートルのコースで毎年5月に開催されている。収益金は慈善団体に寄付される。レースは国立公園の規則に従って行われる。 
2003年から、「ブロッケン・クライム」(ブロッケン登山)という、ゲッティンゲンからブロッケン山までの2日間のハイキングが毎年6月に開催されており、参加者は300人以上にのぼる。 
毎年5月に、「ブラウンシュヴァイク・ブロッケン・ウルトラ・ラン」という2日間で75キロメートルずつの距離を競うレースがある。ブラウンシュヴァイクからシールケまで走破の後、ブロッケン山を超えてシールケで1泊し、翌日に再びブラウンシュヴァイクに向けて走る全長150キロメートルのレースとなっている。 

## 建造物

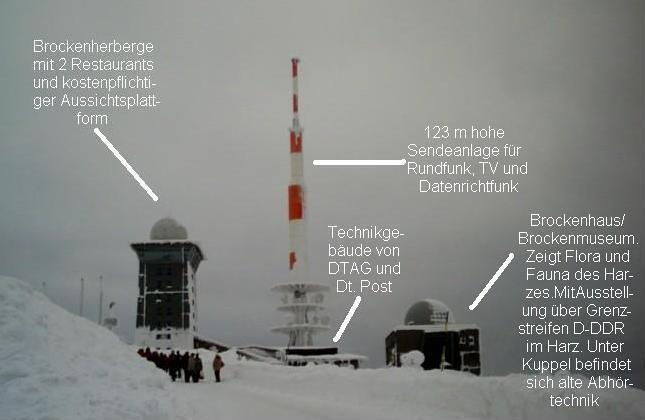
ブロッケン山の建造物と設備(2006年時点)

### 通信中継局
1930年代から、様々なラジオやテレビの中継局がブロッケン山に建設されている。ブロッケン山の通信設備を参照。 

### ブロッケンハウス
ハルツ国立公園を紹介する情報センターの「ブロッケンハウス」(Brockenhaus)がある建物は、以前は「シュタージ・モスク」と呼ばれる、東ドイツ国家保安省(シュタージ)の監視施設を改築したものである。ドーム内にあるかつて稼働していたアンテナ装置は、見学することができる。建物の背後には、ハイキングコースを管理するハルツァー・ワンダーナデルという団体のNo.9チェックポイントがある。 

### 測候所
ブロッケン山の極限的な気候条件は、気象学上の関心事である。ブロッケン山の気象記録は、1836年以降、ゲストハウスやレストランを運営する公共経営者ブロッケンヴィルト(Brockecwirt)によって、残されるようになった。1895年に、最初の測候所がブロッケン山頂に建設された。技術や規模の問題のため、1912年に部分的に取り壊され、より大規模な石造の「ヘルマン測候所」(Hellman Observatory)に改築されることとなったが、第一次世界大戦まで完成しなかった。(第一次世界大戦末期の)1917年に、研究者で自然愛好家のゲオルゲ・グローべ(George Grobe)が測候所の運営を引き継ぎ、1935年に彼が亡くなるまでの間、彼の娘も運営の手助けをしていた。 
現在の測候所は1939年に完成したものである。第二次世界大戦の末期には、軍の爆撃のため観測が中断されたが、1947年に再開された。2010年3月16日に、ブロッケン測候所(Brocken Weather Station)は、長期的かつ継続的な気候観測のために気候情報の参照データを提供する測候所となった

## 文学作品

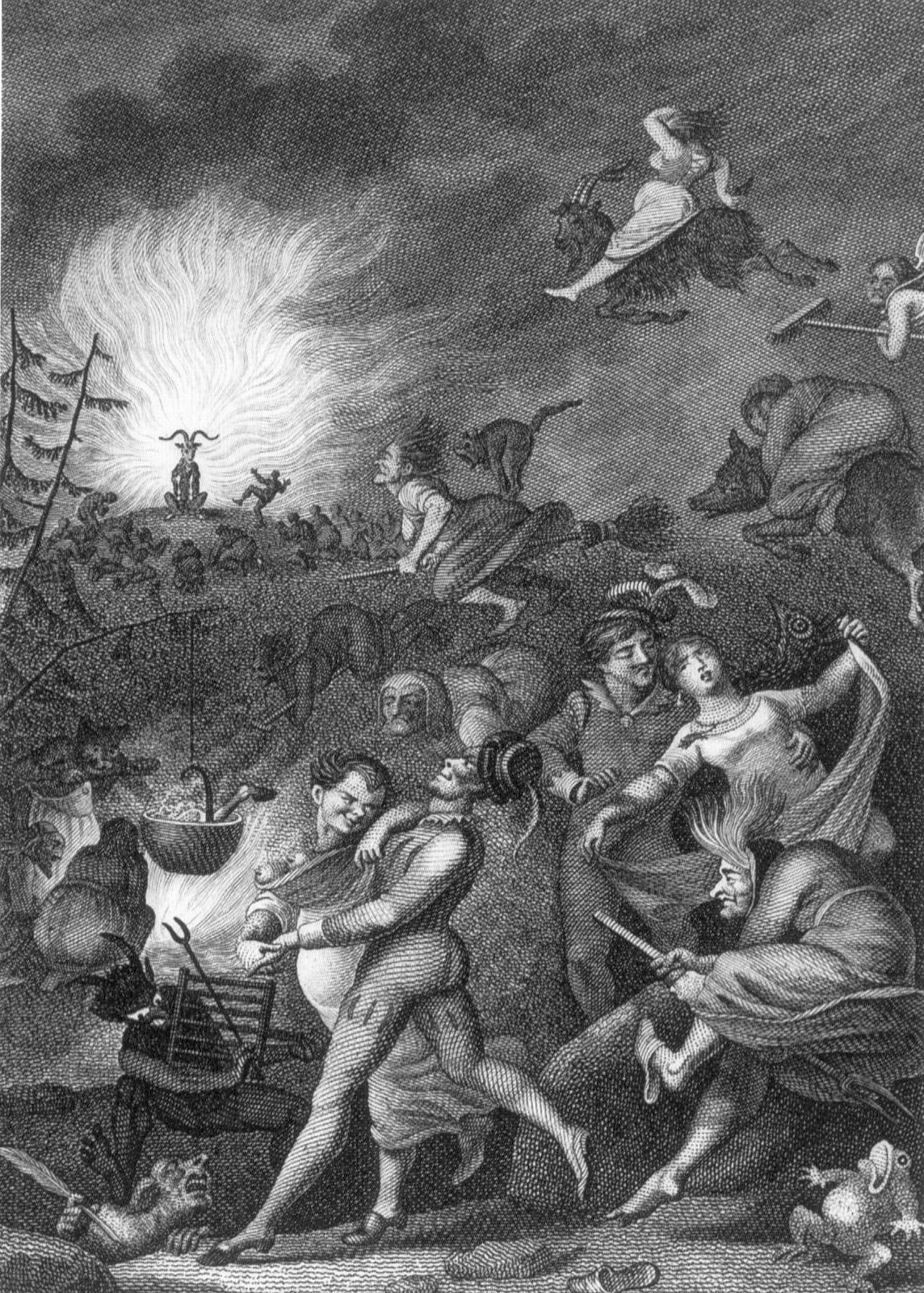
ヴァルプルギスの夜。ヨハン・ハインリッヒ・ラムベルクの描画に基づき製版。1829年。

- ゲーテは、1808年に初版が出版された戯曲「ファウスト」の中で、ブロッケン山をヴァルプルギスの夜(聖ヴァルプルガの祝日の前日にあたる4月30日)と呼ばれる魔女の宴の中心地として描写している。

さあブロッケン山に魔女が繰り出す
切株は黄金色、穀草は緑
歓喜の宴がそこに見える
音頭をとるのはユリアヌス
谷間の空を魔女は一団に高くこえていく
くそじじいたちに屁をひりながら
ゲーテは、「悪魔の演壇」(Teufelskanzel)、「魔女の祭壇」(Hexenaltar)という2つの岩からインスピレーションを得た可能性がある。
- 他に、ガストン・ルルーの「オペラ座の怪人」やリヒャルト・ワーグナーの「ファウスト序曲」など、ブロッケン山はファウストに基づいた作品（英語版）における数多くの文学作品や音楽などのモチーフとなっている。
- ブロッケン山を訪れた作家としては、ハインリヒ・ハイネが有名である。彼は、1826年に出版した「ハルツ紀行」(Die Harzreise)において、こう記している。

「この山がどことなく、とてもゲルマン的な禁欲さがあり、思いやりにあふれ、懐の深い風貌を湛えているのは、この山が、とても高く、広く、くっきりとした姿に見えるからである。もしこの山が巨大な眼を開けることがあれば、その眼は、小人のように山を踏みつけながら愚かな目をただ向けているだけの我々などよりも、多くのものを観るだろう。」
- 山頂の登頂記録に「多くの石、疲れた足、見えるものはなし、ハインリッヒ・ハイネ」(Viele Steine, müde Beine, Aussicht keine, Heinrich Heine)という有名な言葉があり、登山の疲労や霧の天候が多いことを表現しているが、作者は不詳である。

- ベルリンの実科学校の教師ハインリヒ・プレーレ（英語版）(1822年 - 1895年)は、ハルツ山脈地方の物語、伝説、地名の語源を収集した。上述の「悪魔の演壇」「魔女の祭壇」も、彼が調査したものである。

- トマス・ピンチョンの小説「重力の虹」のなかで、登場人物のスロースロップ(Slothrop)とゲリー・トリッピング(Geli Tripping)は、ブロッケン現象を経験しているが、これはノルトハウゼン北部のハルツ山脈に1943年から存在したミッテルバウ＝ドーラ強制収容所が、 V2ロケット生産の本拠地だったからである。また、デヴィッド・フォスター・ウォレスの作品で、ピンチョンの影響を受けた小説「インフィニット・ジェスト（英語版）」(Infinite Jest)では、登場人物のレミー・マラート(Remy Marathe)とハフ・スティープリー(Hugh Steeply)も、アメリカのアリゾナ州ツーソン郊外の砂漠の頂上部で、ブロッケン現象を経験している。

## ポップカルチャー
- 1960年代に結成された初期のオカルト・ロック・バンド、カヴン（英語版）のデビュー・アルバムの曲「ブラック・サバス」(Black Sabbath)は、「奴らは遠くブロッケンの頂まで旅をした」(They journeyed far to Brocken Mountain pinnacle)という歌詞で始まる。
- アメリカ出身のプログレッシブ・メタルバンド、フェイツ・ウォーニングのデビュー・アルバムのタイトルは「ナイト・オン・ブロッケン（英語版）(Night on Bröcken)」である(タイトルにはメタル・ウムラウト(ö)が用いられている)。また、タイトル曲はヴァルプルギスの夜のサバトと呼ばれる魔女の集会に言及がある。
- イングランド出身のメタル・バンド、クレイドル・オブ・フィルスの曲「ボーン・イン・ア・ベリアル・ガウン」(Born in a Burial Gown)(アルバム「ビター・スイーツ・トゥ・サキュバイ（英語版）」)には、ブロッケン山が魔女が集う場所としての歴史を持つことが示唆されている。
- インディー・ロックバンド、ライアーズのアルバム「魔女狩りの物語（英語版）」(They Were Wrong, So We Drowned)は、ブロッケン山に魔女が集まる話や魔女裁判の話に基づいたコンセプト・アルバムである。
- マイケル・スコット・ローハン（英語版） の小説「Cloud Castles」では、ブロッケン山がスラヴ神話の黒い神チェルノボグの棲家であり本体であることが描かれている。
- ドイツでは、魔法にまつわる子供向けラジオドラマ「ビビ・ブロックスベルク（英語版）(Blocksberg)」が放送されていたが、タイトルの「Blocksberg」はブロッケン山の別名である。
- セルゲイ・ゴルバチョフ(Sergej Golovachov)の小説「Bald Mountain」には、ブロッケン山が登場する。
- 漫画『キン肉マン』には、ブロッケンマン、ブロッケンJr.というドイツ人のキャラクターが登場する。
- 漫画・アニメ『爆走兄弟レッツ&ゴー!!』にはブロッケン・ギガント(通称ブロッケンG)というミニ四駆が登場するが、本車の名称に関して『ワンダーライフスペシャル ネオトライダガーZMCミニ四駆BOOK』においては｢ブロッケン山の巨人｣であると記されている。
- 「Brocken Moon」という、ドイツのブラックメタルバンドが存在する。
- ポーランドのフォークバンド「Na Bani」のアルバム「20 lat z górą」に収録されている「ブロッケン(Brocken)」という曲は、 ブロッケン現象が主題となっている。
- ドイツのヘヴィメタルバンド、「エドガイ」のアルバム「キングダム・オブ・マッドネス（英語版）」に収録されている「エンジェル・レベリオン(Angel Rebellion)」という曲では、ブロッケン山やヴァルプルギスの夜が歌われている。